# Municipio de Benton (condado de Eaton)
El municipio de Benton (en inglés: Benton Township) es un municipio ubicado en el condado de Eaton en el estado estadounidense de Míchigan. En el año 2010 tenía una población de 2796 habitantes y una densidad poblacional de 32,1 personas por km².

## Geografía
El municipio de Benton se encuentra ubicado en las coordenadas 42°38′47″N 84°47′15″O / 42.64639, -84.78750. Según la Oficina del Censo de los Estados Unidos, el municipio tiene una superficie total de 87.11 km², de la cual 86.87 km² corresponden a tierra firme y (0.27%) 0.23 km² es agua.

## Demografía
Según el censo de 2010, había 2796 personas residiendo en el municipio de Benton. La densidad de población era de 32,1 hab./km². De los 2796 habitantes, el municipio de Benton estaba compuesto por el 96.21% blancos, el 0.93% eran afroamericanos, el 0.39% eran amerindios, el 0.29% eran asiáticos, el 0.07% eran isleños del Pacífico, el 0.79% eran de otras razas y el 1.32% pertenecían a dos o más razas. Del total de la población el 3.76% eran hispanos o latinos de cualquier raza.